# الزرافة الشبكية
الزرافة الشبكية (Giraffa reticulata) هي سلالة متميّزة من الزرافات تعيش في المناطق الجافة وشبه الجافة في شمال كينيا وجنوب الصومال، وتُعرف بنقوشها الجلدية الفريدة التي تشبه شبكة منتظمة من الخطوط البيضاء تفصل بين بقع بنية كبيرة. وعلى الرغم من تصنيفها تاريخيًا ضمن جنس الزرافة الشائعة (Giraffa camelopardalis)، إلا أن دراسة نُشرت عام 2016 في دورية Current Biology بيّنت وجود تباينات وراثية جوهرية بين الزرافة الشبكية وغيرها من السلالات، ما دفع ببعض العلماء إلى اقتراح اعتبارها نوعًا مستقلاً بذاته. 

## الشكل الخارجي والتشريح
تعتبر الزرافة الشبكية من أطول الثدييات البرية، إذ قد يتراوح طول الذكر البالغ بين 4.5 و5.5 أمتار، ويزن ما يصل إلى 1200 كغ، بينما تكون الإناث أصغر حجمًا نسبيًا. يشترك هذا النوع مع بقية الزرافات في الرقبة الطويلة، والأرجل الأمامية الأطول من الخلفية، والقرنين الجلديين الصغيرين المعروفين باسم "الأوسيكونات"، واللذين يكونان أكثر سماكة لدى الذكور نتيجة التصادمات المتكررة خلال الصراع على الإناث. كما يمكن للزرافة الشبكية أن تصل إلى سرعة تتراوح بين 50 و60 كيلومترًا في الساعة عند الركض.
لكن النمط الجلدي هو السمة الأكثر تميزًا، حيث تُغطى أجسامها ببقع بنية كبيرة مضلعة تفصل بينها خطوط بيضاء رفيعة على نحو منتظم يشبه الشبكة، مما يمنحها اسمها. ويُعتقد أن هذه النقوش تؤدي وظائف متعددة، منها المساعدة على التمويه وسط الأشجار المتناثرة أو المساهمة في تنظيم حرارة الجسم. كما تتمتع الزرافة الشبكية بحواس إدراكية قوية، حيث يتميز بصرها بحدة تمكنها من اكتشاف الحيوانات المفترسة على مسافات بعيدة في بيئتها المفتوحة، كما يمتلك سمعًا حادًا يساعدها في التنبه للأصوات الخافتة، ما يعزز فرص بقائها وسلوكها الاجتماعي.
أظهرت دراسة يابانية حديثة استخدمت تقنية المسح الليزري ثلاثي الأبعاد وجود فروقات طفيفة في نسب طول الرقبة وأبعاد الجذع لدى الزرافة الشبكية مقارنة بأنواع أخرى، وهو ما يُعزّز فرضية تميزها التشريحي.

## التوزيع والموائل الطبيعية
يقتصر التوزيع الطبيعي للزرافة الشبكية على شمال كينيا وجنوب غرب الصومال، وخاصة في مناطق مثل محميّة غاريسا ومحيط نهر تانا، وقد كانت أكثر انتشارًا في الماضي إلا أن نطاقها تقلّص بشكل ملحوظ نتيجة للصيد الجائر وتدهور الموائل بسبب الزحف الزراعي والرعوي. ووفقًا لتقديرات المجموعة المتخصصة في الزرافات التابعة للاتحاد الدولي لحفظ الطبيعة، فإن المساحة التي تحتلها حاليًا لا تمثل سوى جزء ضئيل من نطاقها التاريخي.
تعيش هذه الزرافات عادة في البيئات الجافة وشبه الجافة مثل السافانا المفتوحة والأراضي الشجرية المتناثرة، التي توفّر لها مزيجًا من الأعشاب والشجيرات والأشجار المتوسطة الارتفاع، وخاصة أنواع الأكاسيا، التي تُعد مصدرًا غذائيًا رئيسيًا. وتُفضل الموائل التي تسمح لها بالرؤية البعيدة والتحرّك بحرية، لكنها تعتمد أيضًا على وجود بقع ظل وتضاريس متفاوتة للراحة والتنقل.

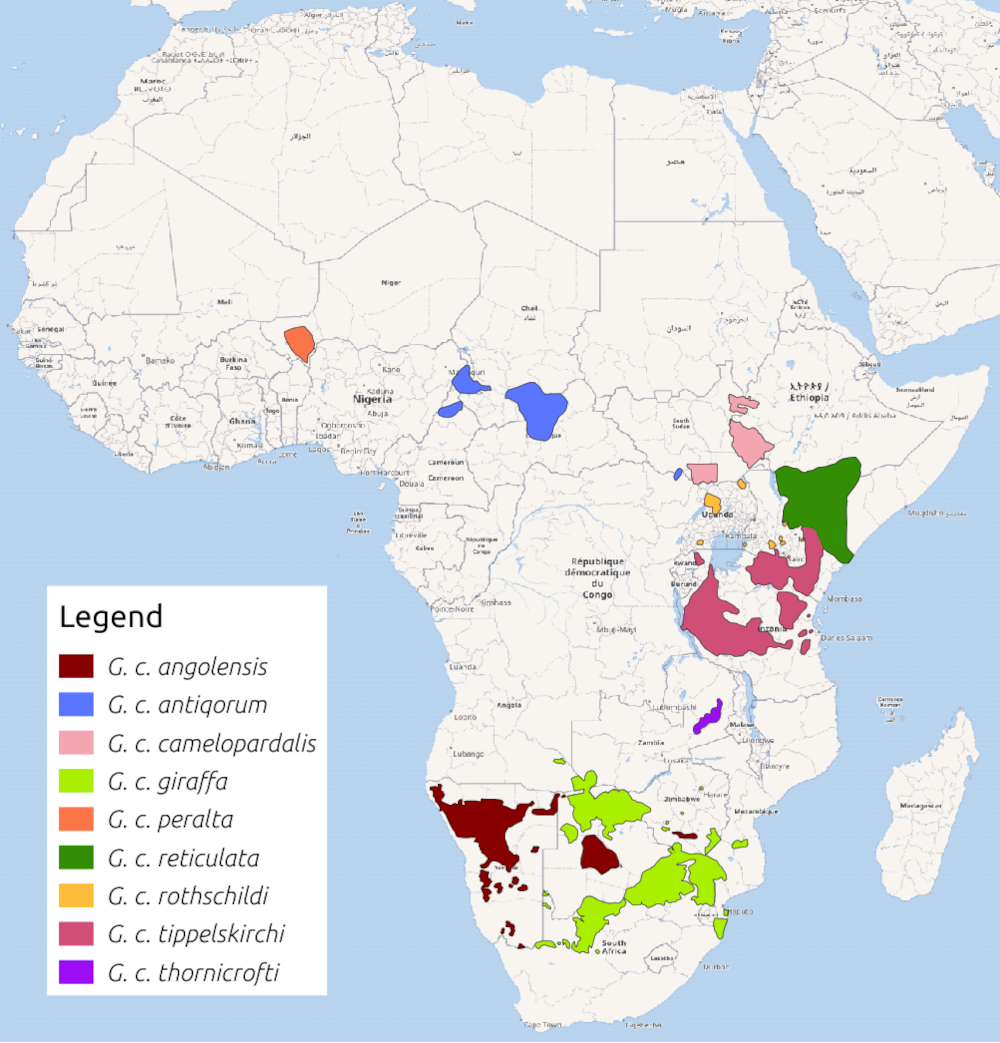
توزيع الزرافة الشبكية (باللون الأخضر الداكن)

تشير الدراسات الميدانية إلى أن توفّر المياه ليس شرطًا دائمًا لاستقرار الزرافة الشبكية في منطقة ما، إذ تُظهر قدرة على البقاء في مناطق شديدة الجفاف، معتمدة على الرطوبة الموجودة في النباتات التي تتغذى عليها. 

## السلوك والبيئة الاجتماعية
تتمتع الزرافة الشبكية بنظام اجتماعي مرن وشبه فصلي، يُعرف بـ fission–fusion، حيث تتشكل مجموعات صغيرة تتكوّن غالبًا من 3 إلى 9 أفراد، وتتفكك تلقائيًا بعد فترات قصيرة.
وتشير البيانات الميدانية من شمال كينيا إلى أن هذه التجمعات عادة ما تقودها الإناث وترتكز حول صغارها، بينما يفضل الذكور البقاء منفردين أو الانضمام مؤقتًا للمجموعات أثناء موسم التزاوج.
كما لوحظ أن فتيات الزرافة (الإناث) يقمن أحيانًا بإنشاء مجموعات حضانة (nursery herds)، حيث تتعاون عدة إناث من أجل حماية صغارها من المفترسات.
الذكور بدورها يخوضون ما يُعرف بـ "necking"، وهو اصطدام رقاب تخضع لقواعد معينة لتحديد الهيمنة قبل التزاوج. هذا السلوك عادةً لا يؤدي إلى إصابات خطيرة، لكنه يُعد مؤشرًا على التنافس داخل الجنس الذكري. 

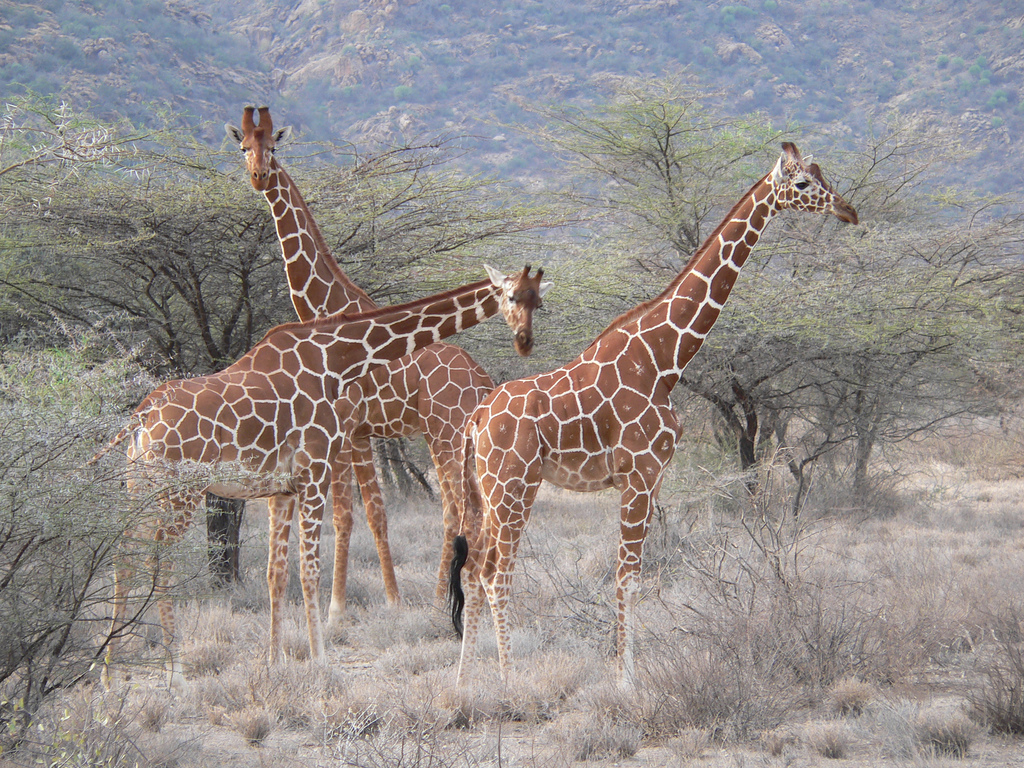
الزرافات الشبكية في محمية سامبورو الوطنية، كينيا

## التكاثر ودورة الحياة
تبلغ الزرافة الشبكية نضجها الجنسي عند سن 3–4 سنوات للإناث و4–5 سنوات للذكور، على الرغم من أن الذكور غالبًا ما يبدأون في التزاوج لاحقًا نحو سن السابعة.
تتمتع بنظام تكاثر متعدد الأزواج، ويحدث الحمل عادةً خلال موسم الجفاف، ويستمر لحوالي 14–15 شهرًا (حوالى 445–457 يومًا).
تلد الأنثى عادة صغيرًا واحدًا (نادرًا توائم)، ويولد الطّفل مرتفعًا نحو 1.8–2 م ويزن حوالي 70–90 كغ، ويتعلم الوقوف في غضون دقائق، والرعي بعد نحو ساعة. وترضعه الأم لمدة تقارب 12–14 شهرًا، قبل أن يبدأ الطفل في الاعتماد التدريجي على نفسه.
تعيش الزرافات في البرية نحو 20–25 سنة، بينما قد يصل عمرها في حدائق الحيوان إلى 27–30 سنة.

## النظام الغذائي
تُصنَّف الزرافة الشبكية ضمن الحيوانات العاشبة، حيث تعتمد في غذائها بشكل رئيس على أوراق الأشجار، وبخاصة أشجار الأكاسيا (Acacia spp.), وتستعين بألسنتها الزرقاء المرنة التي يصل طولها إلى 30 سم لقضم الأغصان الشائكة بسهولة. وتشير الدراسات منذ عام 2011 إلى أن الأفراد البالغة قد تستهلك ما بين 34 إلى 75 كغ من المادة النباتية يوميًا، وتمضغها باستمرار خلال اليوم كما هو الحال لدى معظم الزرافات. 
أظهرت دراسة ميدانية في شمال كينيا عدم وجود تنافس مباشر على الموارد الغذائية بين الزرافة الشبكية والجمال المحلية، رغم تناولهما لنباتات متشابهة، إذ تستفيد الزرافات من قدرتها على الرعي على ارتفاعات متفاوتة تقلل من التداخل الغذائي. 
وعلى الرغم من ندرة مصادر المياه السطحية في موائلها الطبيعية، فإن الزرافة الشبكية قادرة على الاعتماد شبه الكامل على الرطوبة المتوفرة في أوراق الأشجار، خاصة خلال مواسم الجفاف، مما يمكّنها من البقاء أيامًا دون الحاجة لشرب الماء 

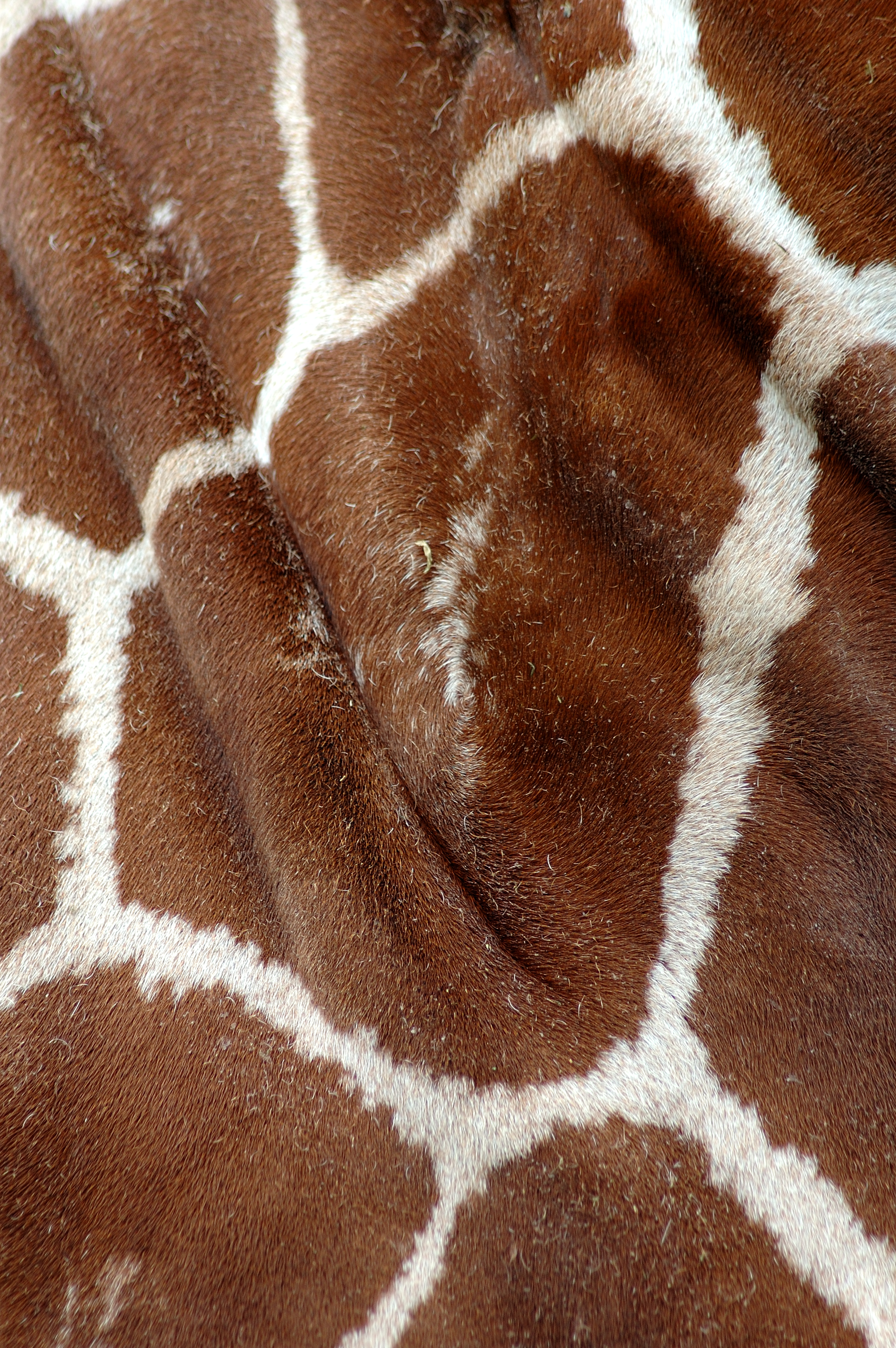
تفصيل لنمط جلد الزرافة الشبكية

## التهديدات وجهود الحماية
تُواجه الزرافة الشبكية تهديدات متزايدة في بيئتها الطبيعية، أبرزها الصيد الجائر من أجل لحومها وجلودها، كما تواجه خطر الصراع مع المجتمعات المحلية على الموارد المائية والغذائية، إضافة إلى تداعيات التغير المناخي التي تقلل من توفر النباتات والمياه الضرورية لبقائها. وقد صنّفها الاتحاد الدولي لحفظ الطبيعة (IUCN) ضمن الأنواع "المعرّضة للانقراض" منذ عام 2018، نتيجة الانخفاض الحاد في أعدادها البرية.
في المقابل، أُطلقت عدة مبادرات لحماية هذا النوع المهدد، من أبرزها برنامج Twiga Walinzi الذي تُشرف عليه حديقة حيوان سان دييغو، ويُركّز على مراقبة أعداد الزرافات الشبكية في شمال كينيا وتعزيز مشاركة المجتمعات المحلية في جهود الحماية من خلال التدريب والتوعية.
كما تساهم حديقة حيوان أوكلاند في دعم مشروع الزرافة الشبكية عبر توفير التمويل للباحثين الميدانيين وإعداد حملات تعليمية لزيادة الوعي العالمي تجاه هذه الزرافات النادرة.
تؤكد التقارير الصادرة عن هذه البرامج أن إشراك المجتمعات المحلية ساهم في تقليص ممارسات الصيد غير المشروع وتحسين فعالية الرصد البيئي، ما يعزز الآمال باستقرار مستقبلي لأعداد الزرافة الشبكية في موائلها الطبيعية.

## دراسات وأبحاث علمية
شهدت الزرافة الشبكية اهتمامًا علميًا متزايدًا في السنوات الأخيرة، حيث أظهرت دراسة يابانية حديثة استخدمت تقنية المسح الليزري ثلاثي الأبعاد فروقات تشريحية دقيقة في نسب طول الرقبة وأبعاد الجذع مقارنة بأنواع أخرى، مما يؤكد تميزها التشريحي والتكيف البيئي الخاص بها.
كما كشفت أبحاث أخرى أن شعر الزرافة يحتوي على مركبات كيميائية تساعد في الحماية من الطفيليات والبكتيريا، مما يعد آلية دفاع طبيعية مهمة تعزز بقاءها في بيئات جافة وحارة.
وقد وثقت بعض الحدائق الحيوانية تدخلات بيطرية ناجحة لتعزيز صحة الزرافات الشبكية، ما يدعم جهود المحافظة عليها وتطوير برامج التربية.

## وصلات خارجية
- تحليل الجينوم يؤكد استقلال الزرافة الشبكية كنوع بيولوجي – من مجلة Current Biology
- الزرافة في الاتحاد الدولي لحفظ الطبيعة (IUCN) – تقرير عن حالة النوع العام Giraffa camelopardalis
- الزرافة في مؤسسة الحياة البرية الإفريقية (AWF) – جهود الحفظ وأهمية النوع في النظم البيئية
- الزرافة الشبكية في مؤسسة Giraffe Conservation Foundation – منظمة متخصصة بحماية الزرافات بأنواعها
- الزرافة في موقع Save the Giraffes – منظمة أمريكية غير ربحية لحماية الزرافة في البرية